# كاستيليسكار
بلدية كاستيليسكار (بالإسبانية: Castiliscar) هي بلدية تقع في مقاطعة سرقسطة التابعة لمنطقة أراغون شمال شرق إسبانيا.

## الديموغرافيا
بلغ عدد سكان بلدية كاستيليسكار 328 نسمة عام 2011 (وفقاً للمعهد الوطني الإسباني للإحصاء).
| 437 | 403 | 395 | 385 | 360 | 333 | 328 |